# Грант, Юрай
Юрай Грант (англ. Uriah Grant; род. 20 января 1961, Сент-Эндрю, Ямайка) — ямайский боксёр-профессионал, выступающий в первой тяжёлой (Cruiserweight) весовой категории. Является экс-чемпионом мира по версии МБФ (IBF).
Наилучшая позиция в мировом рейтинге: ???-й.

## Результаты боёв
| Бой | Дата | Соперник | Судьи | Место боя | Раундов | Результат | Дополнительно |
| --- | ---- | -------- | ----- | --------- | ------- | --------- | ------------- |
|     |      |          |       |           |         |           |               |
| Бой | Дата | Соперник | Судьи | Место боя | Раундов | Результат | Дополнительно |